# Meilá (Talmud)

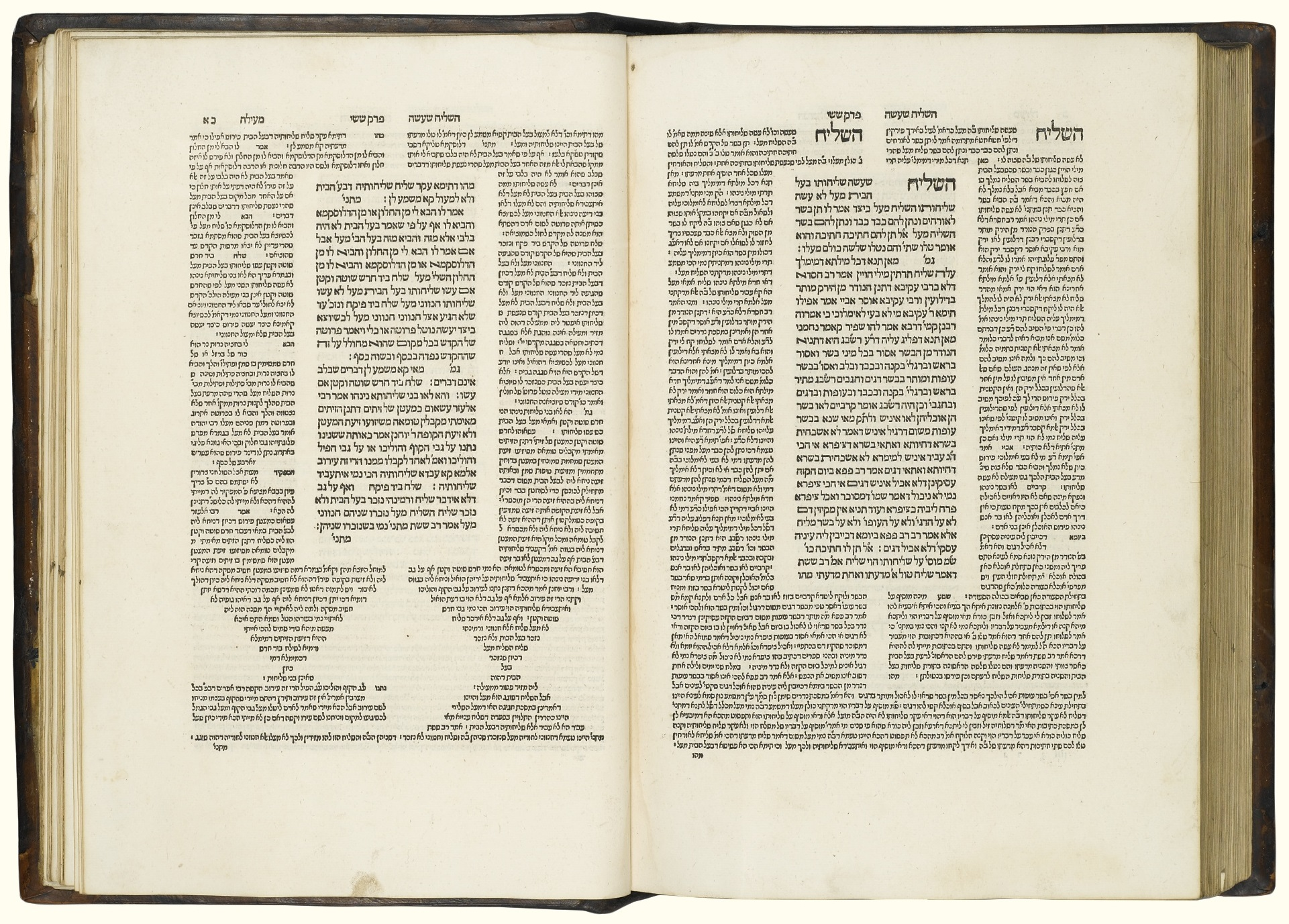

Meilá (en hebreo: מסכת מעילה) (transliterado: Masejet Meilá ) es un tratado del orden de Kodashim de la Mishná, la Tosefta y el Talmud. En la Mishná, este tratado es el octavo y contiene seis capítulos, que comprenden 38 párrafos en total. El tratado de Meilá trata principalmente sobre las disposiciones exactas de la ley judía, según el libro de Levítico, capítulos 15 y 16) relativas a la ofrenda para la redención de la culpa, y sobre la reparación que debe ser hecha por alguien que haya usado y disfrutado de un artículo consagrado en el Templo. El tratado talmúdico de Meilá tiene seis capítulos y trata sobre las leyes relativas al trato irrespetuoso de la propiedad que pertenece al Templo de Jerusalén, o el uso de los objetos sagrados de una manera prohibida, también trata sobre la restitución de los artículos malversados que pertenecen al Templo, tal como establece el Libro de Levítico en capítulo 5, en los versículos 15 y 16.